# Trophime (évêque orthodoxe)
L' évêque Trophime (Епи́скоп Трофи́м), dans le monde Timofeï Markovitch Iakobtchouk (Тимофе́й Ма́ркович Якобчу́к), né le 3 mai 1868 à Novaïa Prikoula dans l'ouïezd de Berditchev du gouvernement de Kiev et mort le 4 novembre 1937 fusillé à Petrozavodsk, est un évêque russe de l'Église orthodoxe russe qui fut évêque de Rostov et vicaire de l'éparchie de Iaroslavl. Il a été fusillé pendant les Grandes Purges.

## Biographie
Il naît dans une famille paysanne. Il est hiéromoine au monastère de la Résurrection-Saint-Macaire de l'éparchie de Novgorod. Ses années de vie dans ce monastère en plein renouveau deviennent une école sérieuse pour le hiéromoine Trophime, le préparant à ses futurs labeurs. Il devient l'assistant du hiéromoine Cyrille qui a toujours travaillé dès ses débuts à l'épanouissement de ce monastère. Trophime est nommé supérieur du monastère de l'Assomption d'Oufa par un oukaze du Saint-Synode du 13 septembre 1913, puis higoumène en 1915. En témoignage de gratitude pour les activités patriotiques et de charité de son monastère pendant la guerre, Trophime est élevé au rang d'archimandrite par un oukaze du Saint-Synode du 29 juin 1917. La cérémonie a lieu le 20 juillet suivant à la Laure de la Trinité-Saint-Serge.
Au printemps 1918, le monastère est fermé par les autorités soviétiques; mais lorsque la province passe sous le pouvoir de la Légion tchécoslovaques et d'unités de l'armée populaire, le monastère rouvre. Avec l'arrivée en juin 1919 des Bolchéviques, le monastère ferme définitivement. L'achimandrite Trophime sert dans les églises paroissiales qui sont encore ouvertes.
Le 17 novembre 1922, il est consacré secrètement évêque à Zlatooust par l'évêque André (Oukhtomski) et l'évêque de Zlatooust Nicolas (Ipatov), avec le titre d'évêque de Birsk et de vicaire de l'éparchie d'Oufa. En tant que membre de l'autocéphalie d'Oufa, il participe à cinq consécrations épiscopales secrètes, dont celle d'Avvakoum (Borovkov), le 28 novembre 1922. Il lutte activement contre le rénovationisme.
Le 11 août 1923, le Patriarche Tikhon le nomme administrateur par intérim de l'éparchie d'Orenbourg. Il tient ce siège jusqu'au 13 décembre 1923.
Le 30 octobre 1923, il est envoyé par le Patriarche Tikhon à Tsaritsyne « pour satisfaire aux besoins religieux des orthodoxes».
Du 14 décembre 1923 au 18 mai 1924, il est évêque de Syzran. Dans la pétition des conseils de paroisse de la ville de Syzran au Patriarche Tikhon du 6 mai 1924, il est souligné que « selon les déclarations répétées et persistantes de la Guépéou locale, son retour [à Syzran] est lourd de tristes conséquences tant pour lui que pour le troupeau de fidèles, qui se retrouvera à nouveau sans évêque et sans aucun organe directeur ». À partir du 18 mai 1924, il administre provisoirement l'éparchie de Iaroslavl et peu après il est évêque de Rostov et vicaire épiscopal de Iaroslavl. Il prend sa retraite à la fin de l'année 1924 et s'installe à Moscou. Plusieurs versions existent de son existence ultérieure. D'après la « liste jusqu'au 1er mars 1930 des évêques orthdoxes persécutés », il aurait été envoyé en exil à Khabarovsk entre 1924 et 1927. D'après Mikhaïl Goubonine, l'évêque Trophime aurait occupé le siège de Khabarovsk, puis d'Ijevsk et en 1926, celui de Kouban. En 1926, la Guépéou l'exile dans le Nord. Il se trouve à partir de juin 1927 en exil administratif dans le village de Masselskaïa Gora du raïon de Zaonejie dans la République socialiste soviétique autonome de Carélie.
Il est arrêté le 27 juillet 1937. L'évêque Trophime, ayant eu 68 ans en mai 1937, est accusé d'avoir dirigé une organisation d'insurgés prétendument créée par lui et opérant depuis 1927. Le 2 novembre 1937, la troïka du NKVD de Carélie prononce sa condamnation à mort. Il est fusillé le 4 novembre suivant.
Il est réhabilité le 16 mars 1989 sur la base d'un décret du présidium du Soviet suprême de l'Union soviétique du 16 janvier 1989.